# Абдуллах ибн Сауд
Абдаллах I ибн Сауд (араб. عبد الله بن سعود‎; ок. 1785 — декабрь 1818) — правитель, четвёртый и последний эмир первого саудовского государства (Дирийский эмират) (1814—1818). Старший сын и преемник эмира Сауда ибн Абдул-Азиза (1803—1814).

## Биография
Весной 1814 года в самый разгар османо-саудовской войны скончался третий эмир Сауд ибн Абдул-Азиз. Ему наследовал старший сын Абдаллах ибн Сауд.
Абдаллах ибн Сауд получил разваливающееся Саудовское государство, находящееся на пороге краха. К тому же у нового эмира не было ни харизмы деда, ни доблести отца. Саудиды потеряли контроль над Оманом, Бахрейном, Хиджазом, частью Тихамы. В Хиджазе стояла готовая к вторжению армия египетского паши Мухаммеда Али (5—20 тыс. чел.). Абдаллах ибн Сауд собрал и выставил против него примерно равное по численности войско, которым командовал его брат Фейсал. Одержав победу, египтяне продолжили наступление вглубь Неджда. Ваххабиты были выбиты из Асира и прилегающих областей, но тут до Мухаммеда Али дошли слухи о волнениях в Египте, и он спешно отбыл домой, оставив в Аравии своего старшего сына Тусуна-пашу. Тот захватил Эр-Рассу, где был осаждён Абдаллахом, однако тот не предпринимал решительных действий, опасаясь восстания местных жителей. Возникла патовая ситуация, и обе стороны сочли за благо заключить перемирие. Абдаллах ибн Сауд даже согласился стать вассалом османского султана. Но едва Тусун-паша покинул Аравию, как Абдаллах ибн Сауд начал смещать предавших его эмиров Касима. Местные жители стали слать жалобы в Каир, и тогда Мухаммед Али послал новую экспедицию, во главе которой встал его старший сын Ибрагим-паша.
Ибрагим-паша понимал, что без поддержки бедуинских племён ему не удастся продвинуться вглубь Аравии, и решил привлечь их на свою сторону. Он снял с них обязанность платить закят и щедро платил за услуги; производил благоприятное впечатление набожностью, благородством и честностью; запретил мародёрство и пьянство. Египетское войско не было многочисленным, но в его рядах были европейские инструкторы и врачи; египтяне умели правильно вести осаду крепостей, строить редуты, искусно применяли артиллерию. Войско Абдаллаха же оставалось племенным ополчением, но оно действовало в привычных климатических условиях и защищало родную землю. Абдаллах ибн Сауд рассчитывал или разгромить египтян в открытом бою или заманить их вглубь полуострова, оторвав их от баз снабжения.
Осенью 1816 года Ибрагим-паша начал медленное продвижение вглубь Неджда, привлекая на свою сторону всё новых и новых племенных вождей, оставлявших Абдаллаха. Летом 1817 года Ибрагим-паша осадил Эр-Расс. Осада велась по всем правилам европейского военного искусства. Абдаллах же не мог даже перерезать пути снабжения египетской армии: бедуины были не на его стороне. В октябре Эр-Расс капитулировал, а вскоре была взята и Унайза, где правили близкие родственники эмира. Абдаллах ибн Сауд уже не рассчитывал на победу в открытом бою, а лишь надеялся взять египтян измором, но за спиной тех были поистине неиссякаемые ресурсы. К концу 1817 года Ибрагиму-паше присягнул весь Касим.
Абдаллах ибн Сауд отступил в Шакру. Ибрагим-паша двинулся за ним с небольшим отрядом, но его поддерживали союзные племена. В начале 1818 года Шакра была взята после непродолжительного штурма; за ней последовали Судайр, Эль-Маджмаа и Дурма. Путь на Эд-Диръию был открыт.
Битва за Эд-Диръию началась в апреле 1818 года. Диръийский оазис протянулся на несколько километров вдоль вади Ханифа. Над местностью возвышалась цитадель Турайф, защищённая с одной стороны скалой, а с другой — каналом. Абдаллах медленно отступал вдоль вади. К Ибрагиму-паше постоянно подвозили продовольствие и боеприпасы, поступало пополнение, в том числе из числа перебежчиков. Больных и раненых отправляли в госпиталь в Шакре. А ряды защитников Эд-Диръии редели. Абдаллах ибн Сауд и его родственники укрылись в Турайфе. Осознавая неизбежность поражения, 9 сентября он решился на переговоры. Его посланники выторговали почётные условия капитуляции, и два дня спустя эмир Эд-Диръии сдался.
Пленный эмир Абдаллха ибн Сауд был отправлен через Каир в Стамбул, куда он прибыл в декабре 1818 года. Пленников, закованных в тяжёлые цепи, привели в зал дворца, где заседали первые лица Османской империи. После заседания рекяба (ассамблеи первых лиц империи) османский султан Махмуд II приказал их казнить. Абдаллаха обезглавили перед главными вратами храма св. Софии, а двух его приближённых — перед входом в Сераль и на главном базаре. Их тела были выставлены на всеобщее обозрение с головами под мышкой, а через три дня выброшены в море.
Остальные члены семьи Саудидов, потомки вероучителя Мухаммада ибн Абд аль-Ваххаба и другие представители знати были убиты на месте или вывезены в Египет. Ибрагим-паша сравнял Эд-Диръию с землёй. Первое государство Саудидов прекратило своё существование.